# Kiersztanowo (powiat mrągowski)
Kiersztanowo (dawniej Kierstyn, Kierstynowo, niem. Kerstinowen, 1938–1945 Kersten) – wieś w Polsce położona w województwie warmińsko-mazurskim, w powiecie mrągowskim, w gminie Mrągowo, położona pomiędzy dwoma jeziorami Juno i Kiersztanowskim, które łączy rzeka Dajna. W latach 1975–1998 miejscowość należała administracyjnie do województwa olsztyńskiego.

## Historia
Nazwa miejscowości pochodzi od pierwotnej nazwy jeziora Kirsno (w dokumentach wymieniane już w 1326 r.), co wywodzi się od pruskiego Kirsnan - czarny. Stąd wzięła się pierwotna nazwa niemiecka jeziora Schwarzsee i wsi Schwarzburg. Osiadlający się tu Polacy nazwę zaczerpnęli od Prusów i początkowo wieś nazywali Kierstyn lub Kierstynowo. Niemiecka nazwa nie utrzymała się, gdyż w tym w rejonie przeważała w tamtym czasie ludność pruska. W 1422 r. wieś w dokumentach wymieniana była pod nazwą Schwarzenburg. W 1437 r. prokurator krzyżacki w Szestnie, Mikołaj Gorlitz, na prośbę mieszkańców i za zgodą wielkiego mistrza przesiedlił chłopów ze wsi Kerstinowen do odległego Muntowa. Kiersztanowo nie przestało istnieć, co znaczy, że nie wszystkich mieszkańców przesiedlono (być może przesiedlenie dotyczyło tylko Prusów). Wieś zamieszkana była przez ludność niemiecką, gdyż w księdze czynszów prokuratora szestneńskiego w 1450 r. występuje pod nazwą Schwartzenburgk. W okresie wojny trzynastoletniej (1454-1466) wieś została doszczętnie zniszczona i w ciągu niemal całego stulecia były tu pustki. 
Ponowna lokacja wsi nastąpiła 24 czerwca 1536 r., kiedy to starosta Szestna Wolf von Hennicke zapisał dotychczasowemu sołtysowi Polskiej Wsi Janowi Koszotowskiemu (Jahnen Koschotowski) 40 włók (ok. 668 ha) w celu założenia wsi czynszowej Schwartzenburgk. Poza 4 włókami sołeckimi (za które zasadźca zapłacił 50 grzywien), z pozostałych włók miał być płacony czynsz po upływie 6 lat wolnizny. Danina czynszowa wynosiła jedna grzywnę, po ćwierci korca żyta i pszenicy oraz dwie kury od każdej włóki. Wśród powinności chłopskich wymienia się też obowiązek zwózki drewna dla browaru zamkowego w Szestnie oraz innej "tłoki", co najmniej dwa dni od każdej włóki rocznie. Osadnikom przysługiwało wolne rybołówstwo dla potrzeb własnych w jeziorach Kiersztanowskim i Juno. Według Kętrzyńskiego osadnikami byli wówczas Polacy i Niemcy. W 1593 r. sołtysem był Jan Kiersztanowski. Jesienią 1657 r. Kiersztanowo zostało spalone przez Tatarów, a ludność częściowo wymordowana (zginęły 24 osoby). W 1693 r. była tu już wyłącznie ludność polska, o czym świadczą imiona i nazwiska chłopów (m.in. Jan Siwy, Jan Lepek, Jan Bieńczyk, Jorek Nora, Jan Pecyna, Tomek Bąk), z których każdy miał dwułanowe gospodarstwo (po ok. 33 ha). 
Przed 1740 r. powstała jednoklasowa szkoła. W 1785 r. we wsi było 14 domów. W 1818 r. do szkoły uczęszczało 29 dzieci, które uczył w języku polskim Michał Kolebko. W 1821 r. w Kiersztanowie mieszkały 184 osoby. W 1838 r.we wsi było 38 domów z 332 mieszkańcami. W 1849 r. wieś miała 36 domów, zamieszkałych przez 306 osób. W 1853 r. przeprowadzono separację gruntów. Zabudowa wsi ze zwartej zmieniła się w rozproszoną, z domami ulokowanymi nieregularnie, na przesmyku po obu stronach rzeczki, płynącej od jeziora Kiersztanowskiego do jeziora Juno.
W 1928 r. była to wieś i wybudowanie, liczące łącznie 358 mieszkańców. We wsi istniała żwirownia, działała też reaktywowana w latach 30. spółka wodnomelioracyjna. W 1935 r. w szkole uczyło się 60 uczniów. W 1938 r. ówczesne władze niemieckie, w ramach akcji germanizacyjnej, zmieniły urzędowa nazwę miejscowości z Kerstinowen na Kersten. W 1939 r. we wsi było 344 mieszkańców. Na jej obszarze znajdowały się 83 gospodarstwa domowe, w tym 54 rolnicze, z których 14 miało wielkość w granicach 10-20 ha i 8 w granicach 20-100 ha.
W 1973 roku do sołectwa w Kiersztanowie należały także: Lembruk, Pawłowięta (Paulienhof), Sobięcin (Kleinsruh).